# Lista de curtas-metragens de Tom & Jerry
Esta é uma lista completa dos 164 curtas da série Tom and Jerry produzidos e lançados entre 1940 e 2014. Destes, 163 são curtas teatrais, dois são feitos para a TV e um é um esboço de 2 minutos mostrado como parte de um Teleton.

## 1940–1958: Hanna-Barbera/MGM Cartoons
Os 114 curtas seguintes foram dirigidos por William Hanna e Joseph Barbera no estúdio de desenhos animados da Metro-Goldwyn-Mayer em Hollywood, Califórnia. Todos os curtas foram lançados nos cinemas pela Metro-Goldwyn-Mayer. Rudolf Ising foi o produtor de Puss Gets the Boot; os shorts subseqüentes foram produzidos por Fred Quimby até 1955. Quimby se aposentou em 1955 e de 1956 a 1958, Hanna e Barbera produziram os curtas-metragens até a MGM fechar o estúdio em 1957, e o último curtas foi lançado em 1958. A maioria desses curtas foram produzidos na proporção padrão da Academy Ratio (1.37:1). Quatro curtas foram produzidos para os formatos Academy Ratio e CinemaScope (2.55:1, posteriores 2.35:1). Finalmente, 19 desenhos animados foram produzidos apenas no formato CinemaScope widescreen.
Como outros estúdios, a MGM reeditou e editou seus desenhos quando foi relançada nos cinemas. Muitos curtas anteriores a 1952 foram relançados com o Perspecta Sound, que foi lançado em 1954. A MGM também reeditou seus cartoons antes da introdução do Perspecta Sound. Por causa do fogo nos cofres da MGM em 1965, os elementos originais do filme dos desenhos da MGM anteriores a 1952 foram perdidos, deixando apenas as cópias de segurança existentes (geralmente as reedições alteradas), embora algumas impressões tenham sobrevivido, como esboços a lápis.
Créditos
- Direção: William Hanna, Joseph Barbera
- Roteiros: William Hanna, Joseph Barbera
- Animação: Carl Urbano, Tony Pabian, Jack Zander, George Gordon, Pete Burness, Bob Allen, Michael Lah, Kenneth Muse, Ed Barge, Ray Patterson, Irven Spence, Lewis Marshall, Ken Southworth, Bill Schipek, Herman Cohen, Jack Carr, James Escalante, Carlo Vinci
- Layout: Dick Bickenbach
- Backgrounds: Robert Gentle
- Trilha Sonora: Scott Bradley (113 curtas), Edward Plumb (73º curta, Missing Mouse)
- Produção: Rudolf Ising (1º curta, Puss Gets the Boot), Fred Quimby (95 seguintes), William Hanna (18 curtas), Joseph Barbera (18 curtas)
- Distribuição: Warner Bros. Pictures
- Emissora do Brasil: TV Tupi[2], Globo e SBT

### 1940
| Data de exibição        | #   | #T | Título em português        | Título original    | Sinopse |
| ----------------------- | --- | -- | -------------------------- | ------------------ | --- |
| 10 de fevereiro de 1940 | 000 | 1  | Um Bichano em Maus Lençóis | Puss Gets the Boot | Tom (na época, chamado de Jasper) tenta impedir Jerry (chamado de Jinx no curta) de quebrar objetos, para evitar que a dona o expulse de casa. Nota: Episódio exibido na estreia do SBT, em 19 de agosto de 1981. |

### 1941
| Data de exibição      | #   | #T | Título em português  | Título original            | Sinopse |
| --------------------- | --- | -- | -------------------- | -------------------------- | --- |
| 19 de julho de 1941   | 000 | 2  | A Ceia da Meia-Noite | The Midnight Snack         | Jerry tenta enganar Tom no meio da noite para pegar comida na geladeira. Nota: Primeiro episódio em que Tom e Jerry são chamados pelos nomes oficiais.                              |
| 6 de dezembro de 1941 | 000 | 3  | Noite de Natal       | The Night Before Christmas | Tom descobre o sentido do espírito de Natal depois de ser arrepender de ter deixado Jerry trancado no lado de fora. Nota: Único episódio da fase Hanna-Barbera ambientado no Natal. |

### 1942
| Data de exibição      | #   | #T | Título em português                                                                | Título original       | Sinopse |
| --------------------- | --- | -- | ---------------------------------------------------------------------------------- | --------------------- | --- |
| 17 de janeiro de 1942 | 000 | 4  | O Gato Medroso                                                                     | Fraidy Cat            | Enquanto Tom ouve uma história de fantasmas no rádio, Jerry decide fazer vários truques para assustá-lo. Nota 1: Mammy Two Shoes, a dona de Tom, não aparece no episódio. Nota 2: Primeiro episódio em que Tom e Jerry são derrotados no final. |
| 18 de abril de 1942   | 000 | 5  | Vida Cachorra                                                                      | Dog Trouble           | Tom e Jerry se unem para derrotar Spike, executando um plano para que o buldogue se dê mal. Nota: Primeira aparição de Spike. |
| 30 de maio de 1942    | 000 | 6  | A Gata Convencida                                                                  | Puss n' Toots         | A dona de Tom decide cuidar de uma gata, e ele tenta conquistá-la. Nota: Primeira aparição de Toots, que tinha pelos claros neste episódio. |
| 17 de julho de 1942   | 000 | 7  | Jogando Bowling (título em Portugal) ou Aventuras e Travessuras (título no Brasil) | The Bowling Alley Cat | Tom persegue Jerry em uma pista de boliche. |
| 10 de outubro de 1942 | 000 | 8  | Amigo de Plumas Finas (título em Portugal) ou Intruso Esperto (título no Brasil)   | Fine Feather Friend   | Para fugir de Tom, Jerry se esconde em uma família de galinhas. |

### 1943
| Data de exibição       | #   | #T | Título em português | Título original         | Sinopse |
| ---------------------- | --- | -- | ------------------- | ----------------------- | --- |
| 16 de janeiro de 1943  | 000 | 9  | Gatos Sofredores    | Sufferin' Cats          | Tom briga com outro gato (Meathead) para saber quem captura Jerry primeiro. Nota: Primeira aparição de Meathead.                                                |
| 22 de maio de 1943     | 000 | 10 | Ratinho Solitário   | The Lonesome Mouse      | Nota: Primeiro episódio em que Tom e Jerry falam. |
| 26 de junho de 1943    | 000 | 11 | Ratinho Patriota    | The Yankee Doodle Mouse | Perseguido por Tom, Jerry se esconde em um porão e começa a atacar o gato. Nota: Primeiro curta-metragem de desenho animado indicado para o Oscar da categoria. |
| 25 de dezembro de 1943 | 000 | 12 | O Gatinho           | Baby Puss               | Uma menina veste Tom como bebê, fazendo com que os seus amigos e Jerry zombassem do gato.                                                                       |

### 1944
| 13 | The Zoot Cat (O Gato Almofadinha)                                                                   | 26 de fevereiro de 1944 | |
| 14 | The Million Dollar Cat (O Gato de um Milhão de Dólares)                                             | 06 de maio de 1944      | Tom recebe uma carta dizendo que ele ganhou um milhão de dólares, mas ele só pode ficar com o prêmio sob a condição de não maltratar ninguém, mesmo a um rato. |
| 15 | The Bodyguard (O Capanga)                                                                           | 22 de julho de 1944     | |
| 16 | Puttin' on the Dog (Substituto do Cão (título em Portugal) ou Disfarçando um cão (título no Brasil) | 28 de outubro de 1944   | |
| 17 | Mouse Trouble (Como Apanhar um Rato (título em Portugal) ou A Caça ao Rato (título no Brasil)       | 23 de novembro de 1944  | |

### 1945
| 18 | The Mouse Comes to Dinner (O Jantar com Don Ratinho)                                           | 02 de maio de 1945     |                                                                              |
| 19 | Mouse in Manhattan (Ratinho em Plena Broadway)                                                 | 07 de julho de 1945    | Jerry está cansado da vida no campo e decide ir embora para a cidade grande. |
| 20 | Tee for Two (Golfe Para Dois (POR/BRA)                                                         | 21 de julho de 1945    |                                                                              |
| 21 | Flirty Birdy (Pássaro Atrevido (título em Portugal) ou Passarinho Namorador (título no Brasil) | 22 de setembro de 1945 |                                                                              |
| 22 | Quiet Please! (Silêncio!)                                                                      | 22 de dezembro de 1945 |                                                                              |

### 1946
| 23 | Springtime for Thomas (Amor na Primavera)                                                                  | 30 de março de 1946  |
| 24 | The Milky Waif (O Enjeitadinho) O Orfão Beberrão (título em Portugal) ou O Enjeitadinho (título no Brasil) | 18 de maio de 1946   |
| 25 | Trap Happy (Veja Se Me Pega!)                                                                              | 29 de junho de 1946  |
| 26 | Solid Serenade (A Serenata) episódio perdido no SBT até 1996                                               | 31 de agosto de 1946 |

### 1947
| 27 | Cat Fishin' (Pescador Pescado) cenas dos episódios com Tom, o Gostozão e A Vida com Tom    | 22 de fevereiro de 1947 |
| 28 | Part Time Pal (O Amigo da Onça)                                                            | 15 de março de 1947     |
| 29 | The Cat Concerto (Concertista Desconcertado) cena especial de uma música clássica do piano | 26 de abril de 1947     |
| 30 | Dr. Jekyll and Mr. Mouse (O Médico e o Monstrinho)                                         | 14 de junho de 1947     |
| 31 | Salt Water Tabby (Confusão e Água Gelada)                                                  | 12 de julho de 1947     |
| 32 | A Mouse in the House (O Ratinho Folgado)                                                   | 30 de agosto de 1947    |
| 33 | The Invisible Mouse (Ratinho Invisível)                                                    | 27 de setembro de 1947  |

### 1948
| 34 | Kitty Foiled (Gato Escaldado)                                                                                        | 01 de junho de 1948    |
| 35 | The Truce Hurts (Inconveniência de uma Trégua)                                                                       | 17 de julho de 1948    |
| 36 | Old Rockin' Chair Tom (Velhice É Espeto)                                                                             | 18 de setembro de 1948 |
| 37 | Professor Tom (Professor Tom) as cenas do episódio de tema de abertura de Tom & Jerry, dublado na Cine Castro no SBT | 30 de outubro de 1948  |
| 38 | Mouse Cleaning (Ratinho Porcalhão)                                                                                   | 11 de dezembro de 1948 |

### 1949
| 39 | Polka-Dot Puss (Pintando o Diabo)                                                                                               | 26 de fevereiro de 1949 | |
| 40 | The Little Orphan (O Orfãozinho)                                                                                                | 30 de abril de 1949     | |
| 41 | Hatch Up Your Troubles (Cuidado com o Bebê)                                                                                     | 14 de maio de 1949      | |
| 42 | Heavenly Puss (Gatinho Celestial)                                                                                               | 09 de julho de 1949     | |
| 43 | The Cat and the Mermouse (Loucuras Submarinas) cena de um fundo do mar                                                          | 03 de setembro de 1949  | |
| 44 | Love That Pup (Adoro Este Patife)                                                                                               | 01 de outubro de 1949   | |
| 45 | Jerry's Diary (O Diário de Jerry) cenas de episódios com "Ratinho Patriota", "A Caça ao Rato", "Golfe Para Dois" e "A Serenata" | 22 de outubro de 1949   | Tom tenta fazer as pazes com Jerry e acaba por encontrar o diário do ratinho, repleto de lembranças não agradáveis ao gato. |
| 46 | Tennis Chumps (Reis da Raquete) cenas de um jogo de tenis                                                                       | 10 de dezembro de 1949  | |

### 1950
| 47 | Little Quacker (O Patinho) | 7 de Janeiro, 1950   |                                                |
| 48 | Saturday Evening Puss (Fantasias de Gato) | 14 de Janeiro, 1950  |                                                |
| 49 | Texas Tom (Tom, o Vaqueiro) cenas de filme de faroeste | 11 de Março, 1950    |                                                |
| 50 | Jerry and the Lion (Jerry e o Leão) | 8 de Abril, 1950     | Jerry tenta ajudar um leão que fugiu do circo. |
| 51 | Safety Second (Desatinos por Atacado) | 1 de Julho, 1950     |                                                |
| 52 | Tom and Jerry in the Hollywood Bowl (Tom e jerry no Estádio de Hollywood) | 17 de Setembro, 1950 |                                                |
| 53 | The Framed Cat (Gato Enlatado) | 21 de Outubro, 1950  |                                                |
| 54 | Cue Ball Cat (O Gato Que Joga Bilhar) a trilha sonora do desenho animado com vários episódios comuns do Pernalonga, e sua turma e muitos outros do Merrie Melodies e Looney Tunes da Warner Bros. Pictures exibida no SBT. e também com o Popeye da Paramount Pictures nos anos 40 exibida pela Rede Globo e na Rede Bandeirantes com a dublagem Cine Castro do RJ/SP. | 25 de novembro, 1950 |                                                |

### 1951
| 55 | Casanova Cat (Felino Casanova) | 6 de Janeiro, 1951  |                                                                       |
| 56 | Jerry and the Goldfish (Jerry e o Peixinho Dourado) | 3 de Março, 1951    | Tom tenta almoçar a mascote de Jerry, um peixinho dourado.            |
| 57 | Jerry's Cousin (O Primo de Jerry) visitando Jerry o que e o seu parente que se livrar dos Gatos e o Tom | 7 de Abril, 1951    |                                                                       |
| 58 | Sleepy-Time Tom (Tom o Sonolento) Tom é preguiçoso e a dona de casa reclama e tira e expulsa dentro de casa e o Tom vai pra rua | 26 de Maio, 1951    | Tom precisa manter-se acordado para que a dona da casa não o expulse. |
| 59 | His Mouse Friday (Seu Ratinho, Sexta-Feira) | 7 de Julho, 1951    |                                                                       |
| 60 | Slicked-up Pup (Filhote Cheiroso) | 8 de Setembro, 1951 |                                                                       |
| 61 | Nit-witty Kitty (O Gato Simplório) | 6 de Outubro, 1951  |                                                                       |
| 62 | Cat Napping (Soneca de um Bichano) este episódio foi o sucesso do cinema exibida no Brasil em VHS, Tom & Jerry Vol. 2, no lançamento internacional na MGM/UA Home Vídeo distribuição nacional pela Vídeo Arte do Brasil e a dublagem foi feita pela S&C Produções Artisticas (atual Sigma) em São Paulo. | 8 de Dezembro, 1951 |                                                                       |

### 1952
| 63 | The Flying Cat (O Gato Voador) o primeiro episódio comum foi dublado pela Cine Castro exibido pelo SBT, A Trilha sonora do desenho animado com vários episodios do Pernalonga e sua turma com Merrie Melodies e Looney Tunes da Warner Bros. exibida pelo SBT. e com o Popeye da Paramount Pictures exibida pela Rede Globo e Rede Bandeirantes. com a dublagem Cine Castro no RJ/SP. | 12 de Janeiro, 1952   |                                                                                                 |
| 64 | The Duck Doctor (Doutor em Patologia) | 16 de Fevereiro, 1952 |                                                                                                 |
| 65 | The Two Mouseketeers (Os Dois Mosqueteiros) na cena final Tom foi castigado pela guilhotina e cortou sua cabeça | 15 de Março, 1952     |                                                                                                 |
| 66 | Smitten Kitten (Ciladas do Cupido) | 12 de Abril, 1952     |                                                                                                 |
| 67 | Triplet Trouble (Trigêmeos com Pólvora) | 19 de Abril, 1952     | Tom e Jerry se unem para ensinar uma lição a três filhotes de gato que aprontam todas com eles. |
| 68 | Little Runaway (Guri Transviado) | 14 de Junho, 1952     |                                                                                                 |
| 69 | Fit to Be Tied (Faucetas Legislativas) | 26 de Julho, 1952     |                                                                                                 |
| 70 | Push-Button Kitty (Gato Mecanizado) no último episódio comum foi dublado pela Cine Castro exibido pelo SBT | 6 de Setembro, 1952   |                                                                                                 |
| 71 | Cruise Cat (Rato á Bordo) | 18 de Outubro, 1952   |                                                                                                 |
| 72 | The Dog House (Asílio Canino) | 29 de Novembro, 1952  |                                                                                                 |

### 1953
| 73 | The Missing Mouse (Ratinho Atômico) | 10 de janeiro de 1953   | Jerry finge ser um rato branco que fugiu de um laboratório, e que pode explodir se for atingido por qualquer coisa.                                               |
| 74 | Jerry and Jumbo (Jerry e Jumbo) no SBT e Rede Globo | 21 de fevereiro de 1953 | Um filhote de elefante cai do trem onde estava e vai parar na casa de Tom e Jerry. Lá, o ratinho o pinta, fazendo-o parecer uma versão muito maior do camundongo. |
| 75 | Johann Mouse (Rato Valsante) este episódio de um documentário sobre a música clássica do pianissimo Tom e o dançarino Jerry                                                    | 21 de março de 1953     | |
| 76 | That's My Pup! (Meu Filho Valentão) este episódio faz uma homenagem ao Dia dos Pais no mês de agosto deste ano                                                                 | 21 de abril de 1953     | |
| 77 | Just Ducky (Pato Fracassado) | 05 de setembro de 1953  | |
| 78 | Two Little Indians (Dois Indiozinhos) este episódio fizeram para o Dia do Índio no dia 19 de abril                                                                             | 17 de outubro de 1953   | |
| 79 | Life with Tom (Vida Com Tom) esta cenas de histórias de O Pequeno Orfão, Pescador Pescado e Gato Escaldavél este desenho foi o último episódio da versão brasileira BKS no SBT | 21 de novembro de 1953  | Tom quer tirar satisfação com Jerry a respeito de um livro criado pelo camundongo.                                                                                |

### 1954
| 80 | Puppy Tale (História de um Filhote) | 23 de janeiro de 1954  |                                                                                |
| 81 | Posse Cat (Apuros de um Bichano) | 30 de janeiro de 1954  |                                                                                |
| 82 | Hic-cup Pup (Como Curar Soluços) | 17 de abril de 1954    |                                                                                |
| 83 | Little School Mouse (Camundongo Escolado) | 29 de maio de 1954     |                                                                                |
| 84 | Baby Butch (Bebê Chorão) | 14 de agosto de 1954   |                                                                                |
| 85 | Mice Follies (Camundongos foliões) este desenho foi uma trilha sonora do episódio foi a tema de abertura do programa Contos de Fadas com Shelly Dulval na TV Cultura de São Paulo. | 04 de setembro de 1954 |                                                                                |
| 86 | Neapolitan Mouse (Um Rato Napolitano) | 02 de outubro de 1954  | Tom e Jerry conhecem Napoli, na Itália, e fazem amizade com um dos habitantes. |
| 87 | Downhearted Duckling (Patinho Amargurado) | 13 de novembro de 1954 |                                                                                |
| 88 | Pet Peeve (Crise econômica - Versão BKS exibida no SBT) (Esta casa é pequena demais para nós dois - Versão VSI Los Angeles) (nos formatos standard e CinemaScope)                  | 20 de novembro de 1954 |                                                                                |
| 89 | Touché, Pussy Cat! (Mosqueteiro por um Fio) (nos formatos standard e CinemaScope)                                                                                                  | 18 de dezembro de 1954 |                                                                                |

### 1955
| 90 | Southbound Duckling ( O Patinho Migrador) (nos formatos standard e CinemaScope) | 12 de março de 1955    |                                      |
| 91 | Pup on a Picnic (Picnic Atrapalhado) (nos formatos standard e CinemaScope) | 30 de abril de 1955    |                                      |
| 92 | Mouse for Sale (Roedor Intruso) | 21 de maio de 1955     |                                      |
| 93 | Designs on Jerry (Jerry, o Gênio Louco) | 02 de setembro de 1955 |                                      |
| 94 | Tom and Cherie (D'Artagnan e o brotinho)(no formato CinemaScope) | 09 de setembro de 1955 |                                      |
| 95 | Smarty Cat as cenas dos episódios A Serenata, Pescador Pescado e Faucetas Legilativas | 14 de outubro de 1955  |                                      |
| 96 | Pecos Pest (Tio Pecos Vem Ai) (o último com o produtor Fred Quimby, e também o último com o formato original; os posteriores produzidos por Hanna-Barbera sofreram algumas modificações) com o Cartoon Network | 11 de novembro de 1955 |                                      |
| 97 | That's My Mommy (Amor filial no duro)(no formato CinemaScope) este episódio da serie sempre com a homenagem ao Dia das Mães nos mês de maio deste ano.                                                         | 19 de novembro de 1955 | Um patinho confunde Tom com sua mãe. |

### 1956
(Todos os desenhos em CinemaScope)
| 98  | The Flying Sorceress (A Vassoura Mágica)                                                  | 27 de janeiro de 1956  |                                                                                                  |
| 99  | The Egg and Jerry (O Ovo e o Jerry) (Refilmagem em CinemaScope de Hatch Up Your Troubles) | 23 de março de 1956    |                                                                                                  |
| 100 | Busy Buddies (Amigos ocupados)                                                            | 4 de maio de 1956      |                                                                                                  |
| 101 | Muscle Beach Tom (Tom, o Atleta)                                                          | 07 de setembro de 1956 |                                                                                                  |
| 102 | Down Beat Bear (o Urso Amestrado)                                                         | 21 de outubro de 1956  | Um urso fugiu de um circo, e cada vez que ele escuta alguma música, ele convida Tom para dançar. |
| 103 | Blue Cat Blues (Gato Desiludido - Versão BKS) (Dor de cotovelo - Versão Los Angeles)      | 16 de novembro de 1956 |                                                                                                  |
| 104 | Barbecue Brawl (Churrasco e Pancadaria)                                                   | 14 de dezembro de 1956 |                                                                                                  |

### 1957
(Todos os desenhos em CinemaScope e Perspecta Stereo)
| 105 | Tops with Pops (Refilmagem em CinemaScope de Love That Pup)                                      | 22 de fevereiro de 1957 |                                                        |
| ### | Give and Tyke (curta-metragem estrelado por Spike e Tyke, o buldogue inimigo do Tom e seu filho) | 29 de março de 1957     |                                                        |
| 106 | Timid Tabby                                                                                      | 19 de abril de 1957     | Tom recebe a visita de um primo que tem medo de ratos. |
| 107 | Feedin' the Kiddie (Refilmagem em CinemaScope de The Little Orphan)                              | 07 de junho de 1957     |                                                        |
| ### | Scat Cats (curta-metragem estrelado por Spike e Tyke, o buldogue inimigo do Tom e seu filho)     | 26 de julho de 1957     |                                                        |
| 108 | Mucho Mouse (Mucho Rato) direto de Madrid na Espanha sobre as touradas espanholas.               | 06 de setembro de 1957  |                                                        |
| 109 | Tom's Photo Finish (Patife Retratado)                                                            | 01 de novembro de 1957  |                                                        |

### 1958
(Todos os desenhos em CinemaScope e Perspecta Stereo)
| 110 | Happy Go Ducky (Patinho Nadador) | 3 de janeiro de 1958 |                                                                                                |
| 111 | Royal Cat Nap (Soneca real) as cenas de faz barulho do Rei Majestade dorminhoco, Tom só apronta pravaler e confusão de se livrar com camundongos mosqueteiros ficando engraçado. | 7 de março de 1958   | Tom se esforça para garantir o sono de seu Rei, enquanto luta com Jerry e Espeto.              |
| 112 | The Vanishing Duck (Patinho Invisível) | 2 de maio de 1958    |                                                                                                |
| 113 | Robin Hoodwinked (Robin Hood em cana) | 6 de junho de 1958   | Jerry e Espeto tentam libertar Robin Hood da prisão, mas têm de se desvencilhar do guarda Tom. |
| 114 | Tot Watchers (Gato e rato pagam o pato) | 1 de agosto de 1958  |                                                                                                |

## Dirigidos porGene Deitchpara aRembrandt Films(1961 – 1962) - 13 curtas

### 1961
| 115 | Switchin' Kitten (Preste Digitadora)                                          | 07 de setembro de 1961 |
| 116 | Down and Outing (Pescaria E Estrepolia)                                       | 26 de outubro de 1961  |
| 117 | It's Greek to Me-ow (É Grego Pra miau) Tom & Jerry direto na Atenas na Grécia | 07 de dezembro de 1961 |

### 1962
| 118 | High Steaks (Façanhas Hidráulicas)                                      | 1 de janeiro de 1962   |
| 119 | Mouse Into Space (Rabo De Foguete)                                      | 1 de fevereiro de 1962 |
| 120 | Landing Stripling (Um Tiro Pela Culatra)                                | 1 de abril de 1962     |
| 121 | Calypso Cat (Cuspido por Cupido)                                        | 1 de junho de 1962     |
| 122 | Dicky Moe (Baleia No Balaio)                                            | 1 de julho de 1962     |
| 123 | The Tom and Jerry Cartoon Kit (A Academia de Mal Jeito)                 | 1 de agosto de 1962    |
| 124 | Tall in the Trap (Trabuco Engasgado)                                    | 1 de setembro de 1962  |
| 125 | Sorry Safari (Safa... Que Safari !) Tom & Jerry direto na África do Sul | 1 de outubro de 1962   |
| 126 | Buddies Thicker Than Water (Ingrato como um Gato)                       | 1 de novembro de 1962  |
| 127 | Carmen Get It! (Carmen a Jato)                                          | 1 de dezembro de 1962  |

## Créditos
- Direção: Gene Deitch
- Produção: William L. Snyder
- Roteiros: Larz Bourne, Chris Jenkyns, Eli Bauer, Gene Deitch
- Trilha Sonora: Steven Konichek, George Jirmal (124ª. curta, Tail in the Trap, em conjunto com Steven Konichek)
- Animação: Vaclav Bedrich
- Efeitos Vocais: Alen Swift
- Estúdios: MGM/UA Entertainment Co.
- Distribuição: Warner Bros. Communications Company
- Emissora no Brasil: SBT

## Dirigidos porChuck Jonespara aSib Tower 12/MGM Animation Visual Arts(1963 – 1967) - 34 curtas

### 1963
| 128 | Penthouse Mouse (Vida Bacana) | 27 de julho de 1963 |

### 1964
| 129 | The Cat Above and the Mouse Below (Gato lá em cima, Rato cá embaixo)                              |
| 130 | Is There a Doctor in the Mouse? (Rato com pinta de médico - Versão BKS exibida no SBT)            |
| 131 | Much Ado About Mousing (Ratinho encrenqueiro)                                                     |
| 132 | Snowbody Loves Me (Branquinha me adora) cena de Festival de Inverno o Tom & Jerry direto na Suíça |
| 133 | The Unshrinkable Jerry Mouse (O Inencolhível Jerry)                                               |
| 134 | Ah, Sweet Mouse-Story Of Life (A vida é uma corrida contínua)                                     |

### 1965
| 135 | Tom-ic Energy (Tom, o atômico)                    |
| 136 | Bad Day at Cat Rock (Hoje, Nada Deu Certo)        |
| 137 | The Brothers Carry-Mouse-Off (Prodígios de Jerry) |
| 138 | Haunted Mouse (Ratão bruxo)                       |
| 139 | I'm Just Wild About Jerry (Louco por Jerry)       |
| 140 | Of Feline Bondage (Servidão bichana)              |
| 141 | The Year of the Mouse (Ratinho bacana)            |
| 142 | The Cat's Me-Ouch (Cachorrinho da Peste)          |

### 1966
| 143 | Duel Personality (Duelo de Personalidade) |
| 144 | Jerry, Jerry, Quite Contrary (Me deixe dormir)                                                                                                |
| 145 | Jerry-Go-Round (A mascote do elefante) |
| 146 | Love Me, Love My Mouse (De queescapei) |
| 147 | Puss 'n' Boats (A Ver Navios) |
| 148 | Filet Meow (Virei Lixo) |
| 149 | Matinee Mouse (Isso se faz?) as cenas do episódios de Tom & Jerry vão ao cinema nos estúdios da MGM com distribuindo pela Warner Bros. do SBT |
| 150 | The A-Tom-Inable Snowman (Tom é um errado) cena de Festival de Inverno                                                                        |
| 151 | Catty-Cornered (Adeus, vidinha calma) |
| 152 | Cat and Dupli-cat (Mais um para atrapalhar)                                                                                                   |
| 153 | O-Solar Meow (Encrencas Espaciais) |
| 154 | Guided Mouse-ille (Confusão é Apelido) |

### 1967
| 155 | Rock 'n' Rodent (Durma com um barulho desses)               |
| 156 | Cannery Rodent (Jerry não é bobo)                           |
| 157 | The Mouse from H.U.N.G.E.R. (Espião de araque)              |
| 158 | Surf-Bored Cat (Tudo vai na onda) cena de Festival de Verão |
| 159 | Shutter Bugged Cat (Guerrinha doméstica)                    |
| 160 | Advance and Be Mechanized (Virei boneco)                    |
| 161 | Purr-Chance to Dream (Duro de roer)                         |

## Créditos
- Direção: Chuck Jones (20 curtas, todos do 129° ao 136° curta, do 138° ao 146° curta, 152° e 156° curtas), Maurice Noble (17 curtas, 16 em parceria com Chuck Jones, todos os dele menos o 128°, 129°, 140° e 146º curtas e 1 em parceria com Jim Pabian, 137° curta), Ben Washam (3 curtas, um em parceria com Chuck Jones, 146°, 160° e 161° curtas), Abe Levitow (9 curtas, 147°, 148°, 150°, 151°, todos do 153° ao 155° curtas, 157° e 158° curtas)), Tom Ray (149º e 159º curtas, Matinee Mouse e Shutter Bugged Cat), Jim Pabian (137º curta, The Brothers Carry-Mouse-Off), William Hanna (material original do 149º e 159º curtas, Matinee Mouse e Shutter Bugged Cat), Joseph Barbera (material original do 149º e 159º curtas, Matinee Mouse e Shutter Bugged Cat) e com abertura de Tom & Jerry dublado pela Cine Castro no SBT
- Produção: Chuck Jones, Walter Bien
- Produção Supervisionada por: Les Goldman
- Gerente de Produção: Earl Jonas
- Roteiros: Chuck Jones, Michael Maltese, Jim Pabian, Bob Ogle, John W. Dunn, Irv Spector, Tom Ray, Don Towsley
- Trilha Sonora: Eugene Poddany, Carl Brandt, Dean Elliott
- Animação: Dick Thompson, Ben Washam, Ken Harris, Don Towsley, Tom Ray, Philip Roman, Al Pabian, O. B. Barkley, Bob Kirk
- Layout: Don Morgan, Robert Givens
- Backgrounds: Philip DeGuard, Robert Inman
- Efeitos Vocais: Mel Blanc, June Foray
- Estúdios: Metro Goldwyn Mayer
- Distribução: Warner Bros.
- Emissora no Brasil: SBT

## 2001: Hanna-Barbera Productions/Turner Entertainment cartoon
| Número | Título                         | Data               | Notas                                    |
| ------ | ------------------------------ | ------------------ | ---------------------------------------- |
| 162    | Tom and Jerry: The Mansion Cat | 8 de abril de 2001 | Feito para a TV Dirigido por Karl Toerge |

## 2005: Warner Bros. Animation cartoon
| Número | Título           | Data                   | Notas                                      |
| ------ | ---------------- | ---------------------- | ------------------------------------------ |
| 163    | The Karate Guard | 27 de setembro de 2005 | Dirigido por Joseph Barbera e Spike Brandt |

## 2014: Children in Need Sketch
| Número | Título                                 | Data                  | Notas                                                            |
| ------ | -------------------------------------- | --------------------- | ---------------------------------------------------------------- |
| 163    | Tom and Jerry: A Fundraising Adventure | 07 de outubro de 2014 | Exibido como parte de Children In Need no Teleton do Reino Unido |

## Episódios censurados e editados

### Censurados
The Two Mouseketeers - Os protagonistas Jerry e Nibbles são mosqueteiros, e Tom é encarregado de proteger um jantar real, sendo condenado à morte caso fracasse. Jerry e Nibbles atormentam Tom de todas as maneiras enquanto roubam quase toda a comida do jantar. Ao final, por ter falhado em seu dever, Tom morre decapitado - o gato não é mostrado em cena, somente a guilhotina descendo, implicando em sua morte. O episódio foi banido da Cartoon Network em 2013.
Blue Cat Blues - É considerado o episódio mais polêmico, obscuro e criticado da série, onde Tom se apaixona por uma gata branca, que revela-se uma interesseira oportunista. Tom tenta de todo jeito conquistá-la, apenas para ser sempre superado por seu rival, o gato milionário Butch, que concede presentes infinitamente melhores. Tendo sido trocado por outro gato mais rico e influente, Tom bebe exageradamente leite e vai parar numa sarjeta, da qual Jerry o salva. Ao perder o amor de sua vida, Tom cai em depressão e tenta o suicídio numa linha férrea, esperando ser atropelado pelo trem. Jerry junta-se ao gato no destino trágico ao descobrir que sua namorada Toots também o abandonou por um outro rato rico e de melhor aparência. O episódio não foi muito bem aceito, principalmente porque foi chocante no Século XX, ver personagens a quererem-se suicidar. Alguns países modificaram e passam algumas vezes o episódio, mas noutros teve proibição severa. A Turner (empresa com os direitos de autor) e o Cartoon Network têm criticado o episódio. Foi banido ainda nos anos 2000.
His Mouse Friday - Foi alvo de sérias polémicas, devido às cenas onde Jerry imita um canibal, pintando-se de preto. Mas a verdadeira bizarrice está ligada à cena final, onde aparece uma tribo de canibais (a sério), que querem comer Tom. Um outro canibal, mais pequeno, aparece e quer também quer comer Jerry. O episódio foi banido em alguns países devido aos estereótipos raciais.

### Editados
The Milky Waif - Sofreu um corte, devido a uma cena racista entre Jerry e Nibbles, a cena foi apenas exibida no cinema dos Estados Unidos. Na televisão, VHS e DVD (de qualquer época), o episódio é exibido com a cena cortada. A cena foi bastante criticada, não só pela aparência das personagens, como também pelo tom de voz de Jerry nessa cena. A cena pode ser encontrada na internet e em algumas partes, onde tenham o episódio completo, mas na televisão e na edição para DVD, teve censura.
A Mouse in the House - Cena onde Tom e Butch ficam pintados de negro, após Jerry colocar um fósforo no gás e o fogão fazer uma explosão.
The Little Orphan - Numa cena onde uma vela cai para a cauda de Tom e fica todo castanho. Mesmo havendo explicação para esse caso (queimadura), as cenas foram cortadas para os canais infantis nos anos 2000. Os DVD e VHS, produzidos antes dessa época ainda têm a cena, mas já há vídeos publicados na internet que mostram que a cena foi cortada.
Texas Tom - Foi censurada a cena onde Tom faz um cigarro e utiliza a língua de Jerry para o fechar. A censura da cena está relacionada com a apologia às drogas, neste caso, ao tabaco.
Heavenly Puss - Foram censuradas a cenas onde os filhotes de gatinhos saem do saco e a cena onde Tom é torturado pelo diabo dentro do caldeirão.
Dog Trouble - Quando o Tom corre atrás de Jerry, Tom se assusta com o Spike, depois ele tenta brecar e acaba dando de cara com o Spike depois eles se beijam.

## Relatos de telespectadores
Em 2011, telespetadores estadunidenses do Cartoon Network e Boomerang, relataram que foram vistos, raramente, episódios de "Tom e Jerry" com a personagem Mammy Two Shoes. O único episódio onde foi vista mais foi em "Part-time Pal".
Em 2014, o Cartoon Network de Portugal transmitiu apenas um episódio com a personagem, "The Little Orphan" (O Pequeno Orfão), onde ela aparece a colocar um assado em cima da mesa. Os restantes episódios, com a personagem, foram censurados.

## Spin-offs e outras aparições
- Anchors Aweigh (1945) aparição de Jerry
- Dangerous When Wet (1953) aparição de Tom and Jerry
- Spike and Tyke curtas de Spike e seu filho Tyke, 1957
- Tom and Jerry (1965) programa da CBS que exibia os curtas da era da Hanna-Barbera
- The Tom and Jerry Show (1975) 16 episódios
- The Tom and Jerry Comedy Show (1980 ,15 episódios)
- Tom & Jerry Kids (1990 TV series, 65 episódios)
- Tom and Jerry: The Movie (longa-metragem)
- Tom and Jerry Tales (2006 26 episódios)
- The Tom and Jerry Show (2014, 32 episódios)